# Michel Houellebecq

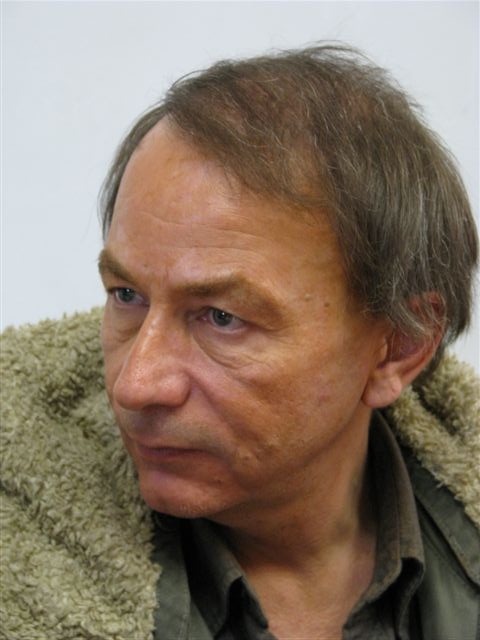
Michel Houellebecq, Varșovia, 9 iunie 2008

Michel Houellebecq (pronunție: [miʃɛl wɛlˈbɛk]); n. 26 februarie 1958, Saint-Pierre, La Réunion, Franța) este un scriitor francez contemporan. Romanul său de debut este Extinderea domeniului luptei (1994), iar ulterior scriitorul a publicat multe alte romane. În limba română au mai fost traduse Particule elementare (1998), Platforma (2001), Posibilitatea unei insule (2005), Harta și teritoriul (2010) și Supunere (2015), cea din urmă fiind una dintre cele mai cunoscută lucrări ale autorului.

## Biografie
Michel Houellebecq s-a născut cu numele Michel Thomas în 1958 (după unele surse, în 1956), la Réunion, teritoriu francez „de dincolo de mări” în care mama sa, medic anestezist, a fost detașată cu serviciul vreme de câțiva ani. Mama și tatăl său (ghid montan) se dezinteresează repede de băiatul lor, trimițându-l mai întâi în Algeria, la bunicii materni, unde rămâne până la vârsta de 6 ani. Este încredințat apoi bunicii paterne, Henriette Houellebecq, al cărei nume avea să-l adopte ca pseudonim literar. Urmează liceul și apoi cursurile Institutului agronomic Paris-Grignon, devenind mai apoi elev la Colegiul de cinematografie, École nationale supérieure Louis Lumière. Începe o perioadă dificilă a vieții sale, în care va cunoaște șomajul, căsătoria, nașterea unui copil și divorțul de prima soție, iar apoi o depresie nervoasă urmată de câteva scurte internări în sanatorii de odihnă. Publicate în 1991, primele lui poeme trec neobservate. Ansamblul tematic al cărților sale este însă deja conturat: singurătatea existențială, iubirea, declinul civilizației occidentale, necesitatea schimbării omului.
Primul său roman, Extinderea domeniului luptei, este remarcat în revistele literare, transformându-l pe Houellebecq în capul de listă al unei generații literare axată tematic pe descrierea mizeriei sufletești a omului contemporan. Cu romanul următor, Particulele elementare (1998), scriitorul cunoaște o celebritate imediată, urmând ca la apariția romanului Platforma (2001) faima sa mondială să fie una fără precedent în ultimele decenii pentru un scriitor francez, aducându-i oferte de traducere din peste treizeci de țări.
În urma unui interviu acordat în 2001 revistei Lire (vezi „Legături externe”), în care afirma că „religia cea mai tâmpită este totuși islamul”, scriitorul este acționat în judecată de liderii comunității musulmane din Franța. Procesul provoacă un imens scandal, în favoarea lui Houellebecq venind să depună mărturie, printre alții, Philippe Sollers și Fernando Arrabal. Scriitorul este achitat, în sentință specificându-se faptul că o critică a doctrinelor religioase este un drept și că nu este vorba de un „rasism anti-musulman” în afirmațiile sale, așa cum pretinsese acuzarea. După aceasta, Houellebecq se retrage pentru câțiva ani în Irlanda pentru a-și scrie în liniște cărțile. Actualmente, după un sejur prelungit în Spania, Michel Houellebecq locuiește Irlanda, manifestându-și însă, într-un interviu recent, intenția de a reveni în Franța.
„Transferul” lui Michel Houellebecq, în vara lui 2005, de la editura Flammarion la Fayard, pe un contract care s-ar ridica la o sumă exorbitantă (într-un recent interviu radiofonic cu realizatorul Marc-Olivier Fogiel, Houellebecq a confirmat că aceasta a fost de 1 milion de euro), și apoi apariția la această din urmă editură a romanului Posibilitatea unei insule (31 august 2005) a adus numai în Franța, în prima săptămână, vânzări de 200.000 de exemplare. Romanul, lansat simultan în Franța, Germania, Italia și Spania, s-a aflat pe lista finală de nominalizări a premiului Goncourt și a fost recompensat cu premiul Interallié pe anul 2005.
Alături de Bernard-Henri Lévy, Michel Houellebecq publică în octombrie 2008 un volum de corespondență, Ennemis publics („Inamici publici”), apărut la editurile Flammarion și Grasset, reunind un schimb de scrisori, pe teme variate, derulat pe parcursul a șase luni. Volumul are un prim tiraj de 130.000 de exemplare și este considerat în Franța revelația toamnei editoriale.
Considerat de unii cel mai mare scriitor francez în viață, Michel Houellebecq este astăzi unul dintre cei mai citiți autori din întreaga lume. Presărată cu numeroase elemente de scandal, opera lui Houellebecq apare ca o reflecție critică lucidă asupra destinului umanității, reprezentativă pentru sentimentul de solitudine și derută al omului contemporan după moartea ideologiilor și apariția noilor provocări ale științei.

## Lucrări

### Romane
- Extension du domaine de la lutte, Éditions Maurice Nadeau, 1994.
  - Emanoil Marcu (traducător): Extinderea domeniului luptei, Polirom, 2005, 2016, ISBN 978-973-46-6017-9
- Les Particules élémentaires, ed. Flammarion, 1998.
  - Emanoil Marcu (traducător): Particule elementare, Polirom, 2006, 2012, ISBN: 978-973-46-02889-6
- Plateforme, ed. Flammarion, 2001.
  - Emanoil Marcu (traducător): Platforma, Polirom, 2003, 2011, ISBN: 973-681-398-3; ISBN 978-973-46-2163-7
- La Possibilité d'une Île, ed. Fayard, 2005.
  - Emanoil Marcu (traducător): Posibilitatea unei insule, Polirom, 2006, 2014, ISBN: 973-46-0258-6
- La Carte et le Territoire, ed. Flammarion, 2010
  - Daniel Nicolescu (traducător): Harta și teritoriul, Polirom, 2011, 2013, 2017, ISBN: 978-973-46-7019-2
- Soumission, ed. Flammarion, 2015
  - Daniel Nicolescu (traducător): Supunere, Humanitas Fiction, 2015, 2017, 2022, ISBN: 978-606-097-137-5
- Serotonine, ed. Flammarion, 2019
  - Daniel I. Nicolescu (traducător): Serotonină, Humanitas Fiction, 2019, ISBN: 978-606-779-493-9
- Anéantir, ed. Flammarion, 2022
  - Daniel I. Nicolescu (traducător): Anihilare, Humanitas Fiction, 2022, ISBN: 978-606-097-090-3

### Volume de poezii
- «Quelque chose en moi», La Nouvelle Revue de Paris, Éditions du Rocher, 1988
- La Poursuite du bonheur, ed. La Différence, 1991
- La Peau, cu ilustrații de Sarah Wiame (680 de exemplare), 1995
- La Ville, cu ilustrații de Sarah Wiame (25 de exemplare), 1996
- Le Sens du combat, ed. Flammarion, 1996
- Rester vivant, Flammarion, 1997
- Renaissance, ed. Flammarion, 1999
- Poésies, J'ai lu, 2000
- Poésie, Flammarion, 2010
- Configuration du dernier rivage, Flammarion, 2013
- Non réconcilié. Anthologie personnelle: 1991-2013, Poésie/Gallimard, 2014

### Texte, eseuri și nuvele
- Contre le monde, contre la vie, eseu despre Lovecraft, Éditions du Rocher, 1991
- Contribuție la Genius Loci, volum colectiv, La Différence, col. «Mobile matière», 1993
- «Approches du désarroi», Objet perdu. Idées - Fictions - Images, album colectiv, Parc, 1995
- O nuvelă în Dix, culegere de nuvele, Grasset/Les Inrockuptibles, 1997
- Contribuție la «La Question pédophile», L'Infini, nr. 59, Gallimard, 1997
- «Rudi», Elle, nr. 1648, suplimentul «Une nouvelle inédite», 2000
- Lanzarote, povestea unor fotografii, Flammarion, 2000
- «La Privatisation du monde», L'Atelier du Roman, nr. 23, 2000
- Coredactare a articolului «Neil Young» în Dictionnaire du Rock, Robert Laffont, col. «Bouquins», 2000
- Lanzarote et autres textes, Librio, 2002
- Europe Endless, autopublicare, 2002
- Contribuție la volumul Balade en Seine et Marne. Sur les pas des écrivains de Dominique Noguez, Éditions Alexandrines, 2002
- «J'ai un rêve», Bordel, nr. 3, Flammarion, 2003
- O nuvelă în Des nouvelles du Prix de Flore, Flammarion, 2004.
- Rester vivant et autres textes, Librio, 2005

### Corespondență
- Ennemis publics (Inamici publici), corespondență cu Bernard-Henri Lévy, Flammarion/Grasset, 2008

### Interviuri
- Michel Houellebecq, interviuri cu Christophe Duchatelet, Jacques Henric și Catherine Millet, IMEC éditeur/Artpress, col. « Les grands entretiens d'artpress », 2013.

## Premii
- Premiul Novembre pentru romanul Particule elementare (1998)
- International IMPAC Dublin Literary Award (2002) pentru romanul Particule elementare (împreună cu traducătorul în engleză Frank Wynne)
- Premiul Interallié pentru romanul Posibilitatea unei insule (2005)
- Premiul Goncourt pentru romanul Harta și teritoriul (2010)